# St. Katharinen (Oberau)

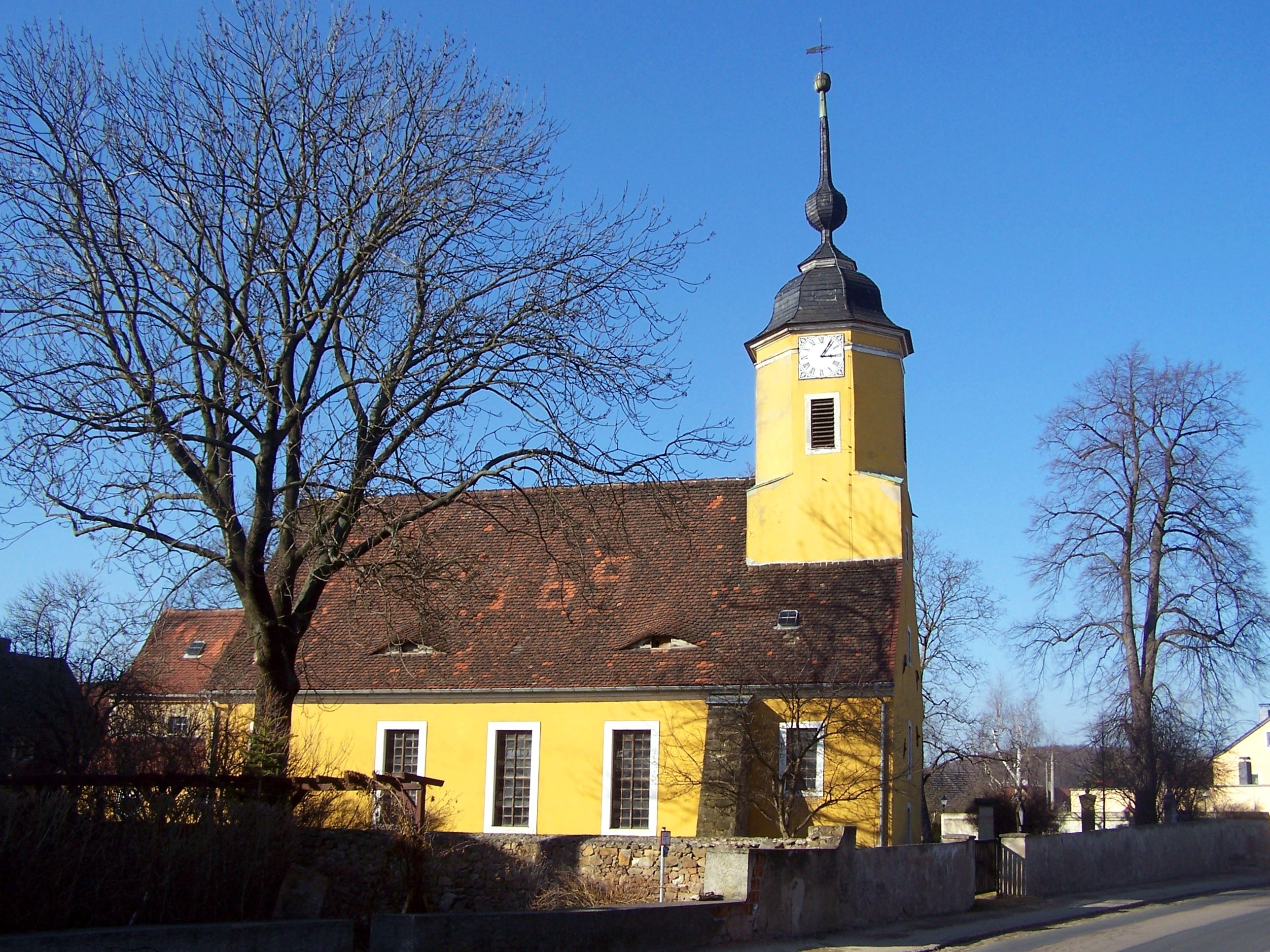
St. Katharinen in Oberau

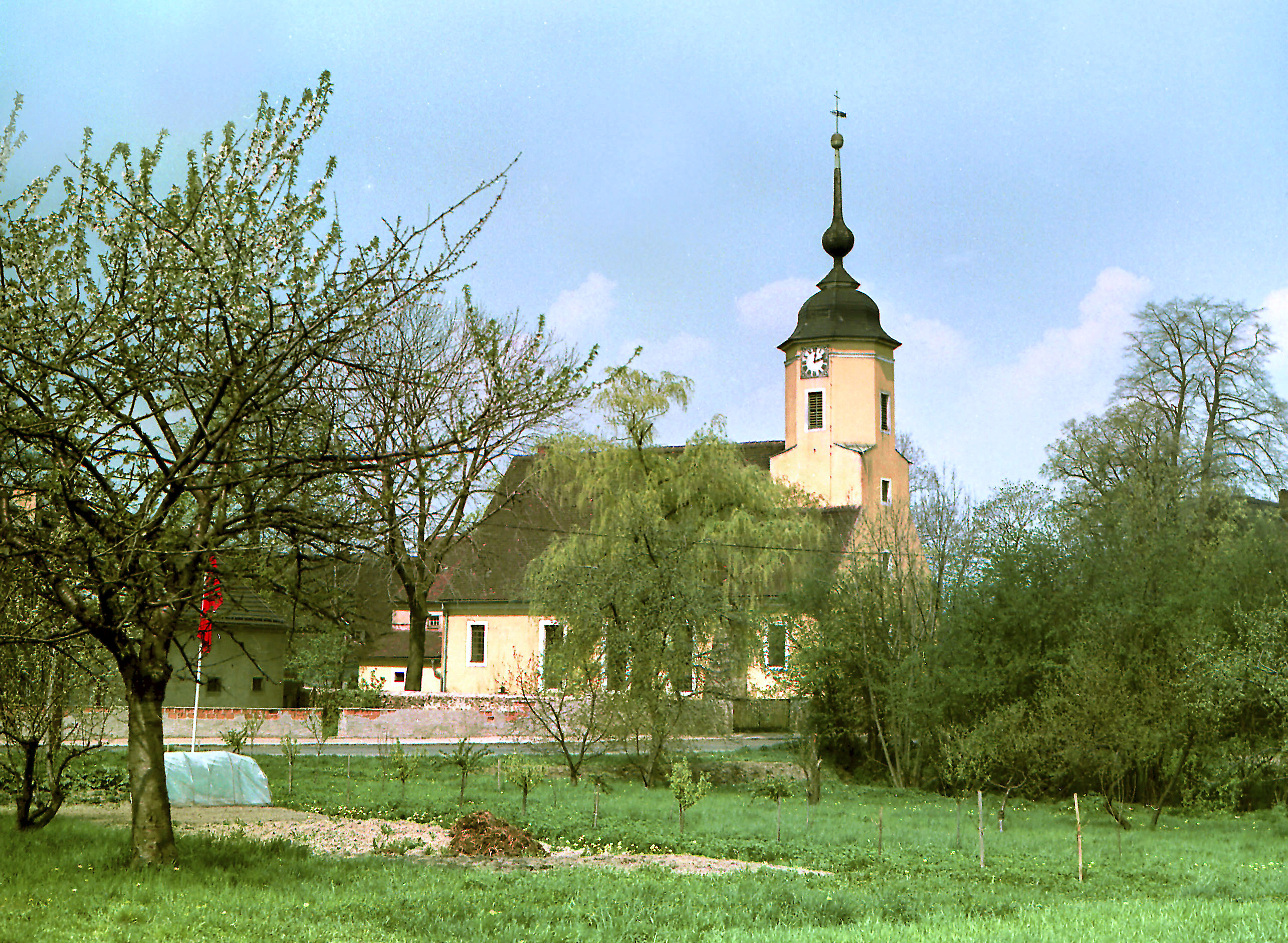
Ansicht von Südwesten

Die evangelische Kirche St. Katharinen ist eine barocke Saalkirche mit mittelalterlichem Turm im Ortsteil Oberau von Niederau im Landkreis Meißen in Sachsen. Sie gehört zum Kirchspiel Coswig-Weinböhla-Niederau im Kirchenbezirk Meißen-Großenhain der Evangelisch-Lutherischen Landeskirche Sachsens.

## Geschichte und Architektur
In die 1680/81 erbaute Saalkirche ist der Chorturm des mittelalterlichen Vorgängerbauwerks aus dem 13. Jahrhundert einbezogen. Das Kirchenschiff ist ein Putzbau von geringer Höhe mit dem östlichen, als Giebelreiter auf dem Satteldach stehenden Turm auf quadratischem Grundriss, dessen achteckiges Obergeschoss eine Haube mit dünn ausgezogener Spitze trägt. Die Außenmauern im Bereich der Westwand des Turms sind mit zur Traufe reichenden Stützpfeilern versehen. Die Holztür der Turmpforte aus dem 17. Jahrhundert zeigt in Zweitverwendung angebrachte spätgotische geschmiedete Beschläge. Ein zweigeschossiger Anbau mit dem Haupteingang und seitlicher Treppe zur Herrschaftsloge ist auf der Westseite angefügt.
Der Saal ist mit einer verputzten Decke abgeschlossen. Im Nordosten ist der geschlossene spätmittelalterliche Chorbogen mit spätromanischen Kämpfergesimsen erkennbar; in der von ihm gebildeten Nische befinden sich Kanzel und Altar. An den Längsseiten des Saals sind hölzerne Emporen eingebaut, die im Nordosten 1879 verändert wurden. Im Südwesten befindet sich die große verglaste Herrschaftsloge. Das Gestühl mit der zweifach abgewinkelten, zentralisierenden Aufstellung stammt aus der Bauzeit. Das Turmgeschoss ist seit 1681 gewölbt und dient als weitere Vorhalle mit Durchgang zum Altarraum, darüber liegen die Sakristei mit dem Kanzelzugang, weiter darüber das Glockengeschoss. In der Sakristei und an ihrem Treppenaufgang sind weitere verbaute spätromanische Wandpfeiler und Kämpfer sichtbar.

## Ausstattung
Hinter dem einfachen Altartisch befand sich ein großes Altargemälde, das in Öl auf Leinwand eine um 1841 von Emil Schuback ausgeführte Darstellung der Verklärung Christi nach Raffael zeigt und jetzt seitlich an der Nordostwand angebracht ist. Die Kanzel mit polygonalem Korb wurde in der zweiten Hälfte des 18. Jahrhunderts geschaffen; die Taufe in Sandstein mit schwerem Eierstab- und Laubwerkdekor stammt aus dem 17. Jahrhundert; ein Christusbild mit einer vera icon nach dem Lentulus-Brief in Öl auf Leinwand befindet sich jetzt auf der Empore.
Die kleine Orgel ist ein Werk von Franz-Emil Keller aus dem Jahr 1878 mit fünf Registern auf einem Manual und Pedal.
Grabdenkmäler erinnern an Heinrich Gottlob von Miltitz († 1757, mit Wappen und langer Inschrift) und Friederike Christiane von Miltitz († 1762) mit Reliefdarstellungen, beide in Sandstein; weiterhin an der Westwand für Centurius Gottlob von Miltitz († 1756) und den Kaufmann Johann Friedrich Hiller († 1794), beide in Sandstein mit Reliefdarstellung, auf der Empore. Mehrere Grabsteine des 17. Jahrhunderts zumeist für Mitglieder der Familie von Miltitz in Sandstein befinden sich in der Turmerdgeschosshalle.